# Selenops
Selenops es un género de arañas araenomorfas de la familia de los selenópidos.

## Especies
Este género está conformado por las siguientes especies:
- Selenops abyssus Muma, 1953
- Selenops actophilus Chamberlin, 1924
- Selenops aculeatus Simon, 1901
- Selenops aequalis Franganillo, 1935
- Selenops agumbensis Tikader, 1969
- Selenops aissus Walckenaer, 1837
- Selenops alemani Muma, 1953
- Selenops angelae Corronca, 1998
- Selenops angolaensis Corronca, 2002
- Selenops annulatus Simon, 1876
- Selenops ansieae Corronca, 2002
- Selenops australiensis L. Koch, 1875
- Selenops aztecus Valdez-Mondragón, 2010
- Selenops bani Alayón, 1992
- Selenops banksi Muma, 1953
- Selenops bifurcatus Banks, 1909
- Selenops brachycephalus Lawrence, 1940
- Selenops bursarius Karsch, 1879
- Selenops buscki Muma, 1953
- Selenops cabagan Alayón, 2005
- Selenops camerun Corronca, 2001
- Selenops canasta Alayón, 2005
- Selenops candidus Muma, 1953
- Selenops caney Alayón, 2005
- Selenops cocheleti Simon, 1880
- Selenops comorensis Schmidt & Krause, 1994
- Selenops cordatus Zhu, Sha & Chen, 1990
- Selenops cristis Corronca, 2002
- Selenops curazao Alayón, 2001
- Selenops debilis Banks, 1898
- Selenops dilamen Corronca, 2002
- Selenops dilon Corronca, 2002
- Selenops ducke Corronca, 1996
- Selenops ecuadorensis Berland, 1913
- Selenops feron Corronca, 2002
- Selenops florenciae Corronca, 2002
- Selenops formosanus Kayashima, 1943
- Selenops formosus Bryant, 1940
- Selenops galapagoensis Banks, 1902
- Selenops geraldinae Corronca, 1996
- Selenops gracilis Muma, 1953
- Selenops hebraicus Mello-Leitão, 1945
- Selenops iberia Alayón, 2005
- Selenops ilcuria Corronca, 2002
- Selenops imias Alayón, 2005
- Selenops insularis Keyserling, 1881
- Selenops intricatus Simon, 1910
- Selenops isopodus Mello-Leitão, 1941
- Selenops ivohibe Corronca, 2005
- Selenops jocquei Corronca, 2005
- Selenops juxtlahuaca Valdez, 2007
- Selenops kikay Corronca, 1996
- Selenops kruegeri Lawrence, 1940
- Selenops lavillai Corronca, 1996
- Selenops lepidus Muma, 1953
- Selenops lesnei Lessert, 1936
- Selenops levii Corronca, 1997
- Selenops lindborgi Petrunkevitch, 1926
- Selenops littoricola Strand, 1913
- Selenops lobatse Corronca, 2001
- Selenops lucibel Corronca, 2002
- Selenops lumbo Corronca, 2001
- Selenops lunatus Muma, 1953
- Selenops manzanoae Corronca, 1997
- Selenops maranhensis Mello-Leitão, 1918
- Selenops marcanoi Alayón, 1992
- Selenops marginalis F. O. P.-Cambridge, 1900
- Selenops marilus Corronca, 1998
- Selenops melanurus Mello-Leitão, 1923
- Selenops mexicanus Keyserling, 1880
- Selenops micropalpus Muma, 1953
- Selenops minutus F. O. P.-Cambridge, 1900
- Selenops montigenus Simon, 1889
- Selenops morosus Banks, 1898
- Selenops nesophilus Chamberlin, 1924
- Selenops nigromaculatus Keyserling, 1880
- Selenops nilgirensis Reimoser, 1934
- Selenops occultus Mello-Leitão, 1918
- Selenops oculatus Pocock, 1898
- Selenops ollarius Zhu, Sha & Chen, 1990
- Selenops onka Corronca, 2005
- Selenops ovambicus Lawrence, 1940
- Selenops para Corronca, 1996
- Selenops pensilis Muma, 1953
- Selenops peraltae Corronca, 1997
- Selenops petrunkevitchi Alayón, 2003
- Selenops phaselus Muma, 1953
- Selenops pygmaeus Benoit, 1975
- Selenops radiatus Latreille, 1819
- Selenops rapax Mello-Leitão, 1929
- Selenops rosario Alayón, 2005
- Selenops sabulosus Benoit, 1968
- Selenops saldali Corronca, 2002
- Selenops salvadoranus Chamberlin, 1925
- Selenops santibanezi Valdez-Mondragón, 2010
- Selenops scitus Muma, 1953
- Selenops secretus Hirst, 1911
- Selenops shevaroyensis Gravely, 1931
- Selenops siboney Alayón, 2005
- Selenops simius Muma, 1953
- Selenops spixi Perty, 1833
- Selenops submaculosus Bryant, 1940
- Selenops sumitrae Patel & Patel, 1973
- Selenops tehuacanus Muma, 1953
- Selenops tenebrosus Lawrence, 1940
- Selenops tiky Corronca, 1998
- Selenops tomsici Corronca, 1996
- Selenops tonteldoos Corronca, 2005
- Selenops trifidus Bryant, 1948
- Selenops vagabundus Kraus, 1955
- Selenops vigilans Pocock, 1898
- Selenops vinalesi Muma, 1953
- Selenops viron Corronca, 2002
- Selenops willinki Corronca, 1996
- Selenops ximenae Corronca, 1997
- Selenops zairensis Benoit, 1968
- Selenops zuluanus Lawrence, 1940
- Selenops zumac Corronca, 1996